# Мария Луиза Савойска
Мария Луиза Габриела Савойска (на италиански: Maria Luisa Gabriella di Savoia; * 17 септември 1688, Кралски дворец в Торино; † 14 февруари 1714, Реал Алкасар де Мадрид), наречена „Савояна“ (La Savoyana, Савойката), е савойска принцеса и чрез брак кралица на Испания, Неапол, Сицилия и Сардиния, първа съпруга на испанския крал Филип V Испански и майка на кралете Луис I и Фернандо VI.

## Произход
Тя е третата дъщеря на савойския херцог, а по-късно и пиемонтски и сицилиански крал Виктор Амадей II (* 1666, † 1732) и на съпругата му Анна-Мария Орлеанска (* 1669, † 1728). Нейни дядо и баба по бащина линия са савойският херцог Карл Емануил II и Мария Йоанна Батиста Савойска-Немур, а по майчина – орлеанският херцог Филип I и английската принцеса Хенриета-Анна Стюарт. Има пет братя и четири сестри:
- Мария Аделаида (* 1685, † 1712), херцогиня на Бургундия и дофина на Франция като съпруга на Луи дьо Бургон, майка на краля на Франция Луи XV
- Мария Анна (* 1687, † 1690)
- Сестра († 1690)
- Брат (*/† 1691)
- Брат (*/† 1697)
- Виктор Амадей Филип Йосиф (* 1699; † 171), принц на Пиемонт
- Карл Емануил III, нар. Трудолюбивият или Карлин, (* 1701; † 1773), 16-и херцог на Савоя (1720 – 1730 и 1732 – 1773), крал на Сардиния-Пиемонт като Карл Емануил I (1730 – 1773), принц на Пиемонт (1715 – 1773), херцог на Монферат, маркиз на Салуцо, херцог на Аоста, граф на Мориен, граф на Ница, хранител на Светата Плащаница, съпруг на пфалцграфиня Анна Кристина Луиза фон Пфалц-Зулцбах, на принцеса Поликсена и на херцогиня Елизабет Тереза Лотарингска
- Емануил Филиберт (*/† 1705), херцог на Шабле
- Брат (*/† 1709).

Освен това има и две природени сестри, родени от извънбрачна връзка на баща ѝ, сред които Мария Виктория Франческа, принцеса на Кариняно.

## Биография

### Брак с Филип V Испански
Френският принц Филип дьо Бурбон наскоро е коронясан за крал на Испания след смъртта на бездетния Карлос II от Испания, негов чичо. За да укрепи колебливия си авторитет поради френското си потекло, Филип V решава да поддържа връзки с херцога на Савоя, като се ожени за дъщеря му Мария Луиза, която е негова втора братовчедка. Бракът е залогът на съюза, сключен между Краля-Слънце Луи XIV и Виктор Амадей II, по силата на който савойският херцог застава срещу Хабсбургите, които претендират за иберийския трон за ерцхерцог Карл VI, син на император Леополд I. В средата на 1701 г. Филип V иска ръката ѝ с разрешението на дядо си, крал Луи XIV. Испанската процесия пристига в Торино на 8 септември 1701 г., водена от маркиз Карло Омодей ди Кастел Родриго, гранд на Испания. Те се женят чрез пълномощник на 12 септември 1701 г., пет дни преди тринадесетия рожден ден на Мария Луиза. Тя пристига в Ница на 18 септември, където е посрещната от папа Климент XI, който ѝ дава Златната роза на 20 септември като ритуален подарък.
В Ница тя се запознава с Мари-Ан дьо Ла Тремой, съпруга на принц Флавио Орсини ди Брачано, която Луи XIV и морганатичната му съпруга Франсоаз д'Обине, маркиза дьо Ментнон, са избрали за своя главна камердама. В плановете на Луи XIV Принцеса дез Урсен (Мари-Ан) трябва да гарантира, че младата кралица ще остане вярна на плановете си. На 25 септември Мария Луиза напуска Ница: оттук тя би трябвало да стигне до Барселона по море, но постоянните болести, причинени от пътуването, я убеждават да прекоси Южна Франция по суша. По време на пътуването си, за да се присъедини към съпруга си в Испания, Мария Луиза е ескортирана от процесия от пиемонтски слуги до Перпинян, откъдето продължава под грижите на френски дами, ръководени от Принцеса Орсини.
Срещата с Филип V се състои във Фигерас на 2 ноември 1701 г., където е отпразнувана нова сватбена церемония с банкет, организиран наполовина според испанските обичаи и наполовина според френските, с които двойката е по-свикнала. Двойката консумира брака 3 дена след тържеството. От този момент нататък Филип показва силно пристрастяване към секса.
По-голямата сестра на Мария-Луиза, Мария Аделаида Савойска, е омъжена за по-големия брат на Филип – бургундския херцог Луи.

### Кралица на Испания
Първите контакти с испанското общество и с новите придворни дами не са положителни, така че Мария Луиза мисли да се върне в Пиемонт. Това би породило сериозна политическа криза между Торино и Париж, на която нито един от двата двора не се надява в толкова тежката международна ситуация. Междувременно френското нахлуване в Нидерландия отстъпва място на Войната за испанското наследство, в която престолът на Филип V е оспорван от Карл Австрийски – друг претендент за испанската корона. По време на войната Мария Луиза се радва на силната привързаност на мадридчани, които я посрещат с големи почести. Кралицата започва да налага правила на поведение на Хунтата (кралското правителство) и давайки личен пример, подтиква някои градове да подкрепят правителството на съпруга ѝ с войски и пари.
През април 1702 г. Филип V е принуден да напусне Испания и да се премести в Италия, където междувременно императорската армия, водена от принц Евгений Савойски, нахлува във и завладява Миланското херцогство. Мария, въпреки много младата си възраст, е назначена за регентка. Следователно тя има нелеката задача да изгради отношения на лоялност между двора и новата династия, която току-що е заела длъжността на трона, принадлежал на Хабсбургите в продължение на два века.

#### Война за испанското наследство и смърт
Мария Луиза среща много трудности при навлизането си в едно религиозно общество, все още е далеч от френския (и савойския) модел. Напротив, има много поведения, които Мария Луиза тълкува като чисти форми на суеверие: от твърдото отношение на духовенството до резервите на придворните към модернизирането на модата. Принцеса Орсини обаче не се смята просто за агентка на Луи XIV. Кралят Слънце би искал тя да се остави да бъде ръководена от френския посланик в Мадрид, кардинал д'Естре, действайки изключително като връзка при предаването на неговите решения на двора, но не е така. Решителността и ангажираността на Мария Луиза и Орсини означава, че на посланика е отнето правото да заседава в Държавния съвет, както насилствено е поискал Кралят Слънце. Принцесата поисква свобода на маневриране и с течение на времето прегръща каузата на Филип V повече от тази на Луи XIV.
През 1702 г. избухва дългата и катастрофална Война за испанското наследство. Мария Луиза показва, че притежава всичко необходимо, за да бъде велика кралица, на която се възхищават в Мадрид. Той също започва да въвежда ред в двора и чрез примера си стимулира някои хора и градове да помогнат на правителството с войски и пари.
Между края на септември и началото на октомври 1703 г. баща ѝ Виктор Амадей II Савойски изоставя съюза с Бурбоните и преминава към този с императора. За Мария Луиза това е тежък удар, на който тя реагира с твърдост, достойна за баща си. Двете години, прекарани в Испания, я правят уверена в себе си и в ролята си на кралица. Решителността, показана в този момент, и подкрепата, оказана на нейния съпруг, означават, че никой не поставя под съмнение ролята ѝ на регентка във все по-честите отсъствия на съпруга ѝ, зает на фронта.
1706 г. е най-лошата година от войната за Бурбонската корона. Филип V се опитва да реагира на инвазията от предходната година, като обсажда Барселона, но военните операции нямат желания резултат: обсадата не е победоносна и англо-португалска армия нахлува в Испания, завладявайки и Мадрид през юни. Мария Луиза, вече на осемнадесет години, отново е назначена за регентка и се отличава с плам и твърдост в защитата на столицата, изоставяйки я за Бургос едва когато всичко изглежда безполезно. Тогава нейното присъствие е решаващо, за да убеди Филип V да не напуска Испания, за да намери убежище във Франция, както го съветват много страни. През април 1707 г. испанските войски, водени от маршала на Франция Джеймс ФицДжеймс, херцог на Бъруик, побеждават англо-португалските в битката при Алманса, което позволява освобождаването на Мадрид. По този начин Филип V успява да се завърне в столицата, където четири месеца по-късно, на 25 август, Мария Луиза ражда първото им дете Луис Фердинанд, последвано от други след няколко години.
Много обичана в Испания, Мария Луиза умира от туберкулоза на 25-годишна възраст на 14 февруари 1714 г. в Мадрид. Тя е погребана в кралската крипта на манастира Ескориал.

## Потомство
Мария-Луиза Савойска ражда на Филип V четири сина:
- Луис Филип де Бурбон (* 25 август 1707, Мадрид; † 31 август 1724, Мадрид), крал на Испания като Луис I Либералният (13 януари – 31 август 1724); ∞ 20 януари 1722 г. в Лерма за Луиза-Елизабет Бурбон-Орлеанска (* 1709 † 1742), дъщеря на херцог Филип II Орлеански, тогава регент на Франция, от която няма деца.
- Филип Луис де Бурбон (* 2 юли 18709, † 18 юли 1709), инфант на Испания
- Филип Пиер де Бурбон (* 7 юни 1712, † 29 декември 1719), инфант на Испания
- Фернандо де Бурбон (* 23 септември 1713, Мадрид; † 10 август 1759, Вилявисиоса де Одон), крал на Испания като Фернандо VI (9 юли 1746 – 10 август 1759); ∞ 20 януари 1729 за португалската принцеса Мария Барбара де Браганса (* 4 декември 1711, † 27 август 1758), дъщеря на Жуау V Португалски, от която няма деца

- Децата на Мария Луиза
- Луис I
- Фернандо VI